# Damisela en apuros

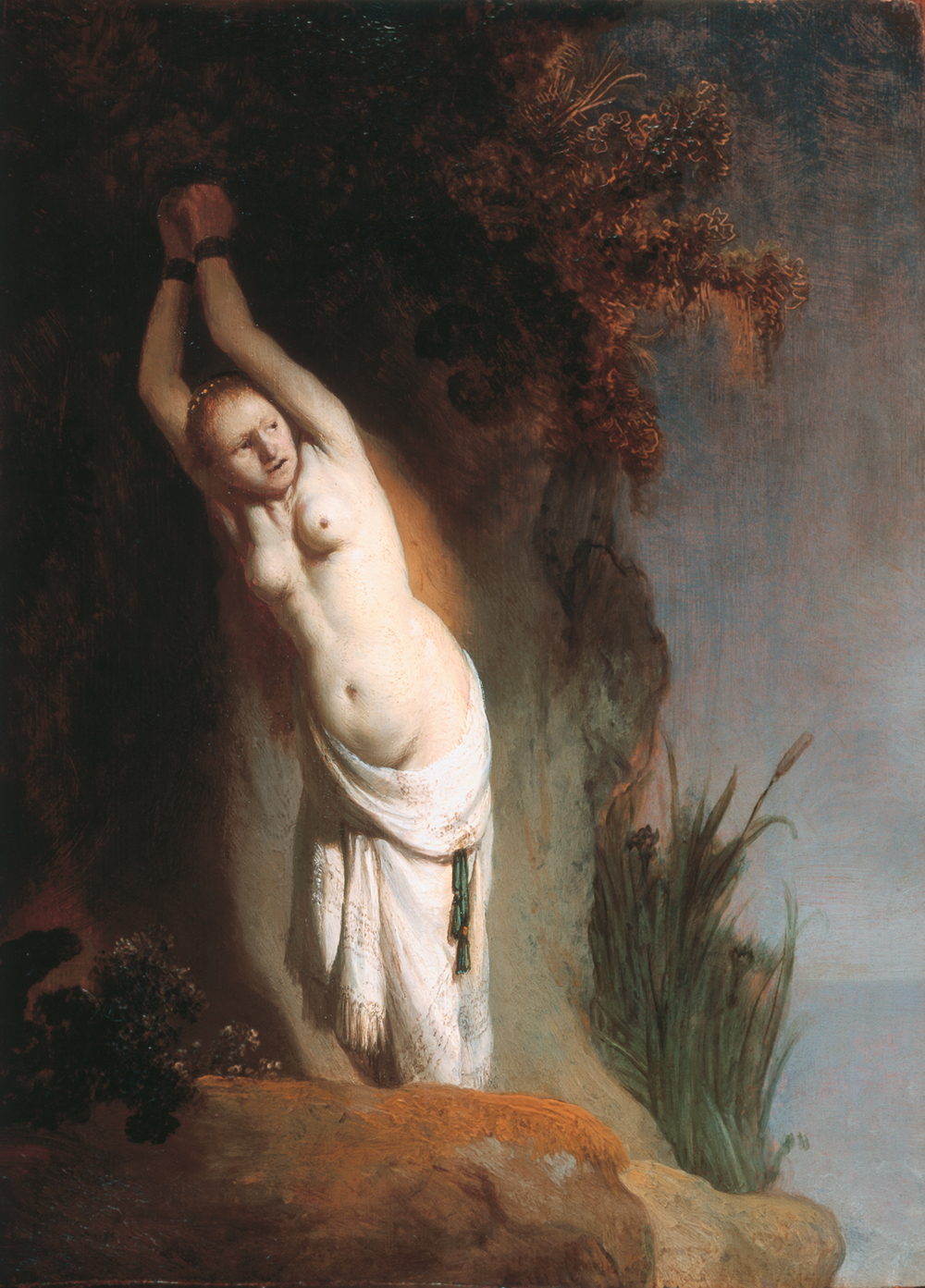
Andrómeda encadenada a la roca, de Rembrandt, un ejemplo primitivo de damisela en apuros.

La damisela en apuros es un tema clásico en el arte, literatura, cinematografía y videojuegos de todo el mundo. Suele ser una mujer joven, bella y núbil puesta en graves aprietos por un villano o un monstruo y que necesita un héroe que se lance a su rescate. Se ha convertido en un personaje tipo, particularmente en los melodramas.
El término «damisela» (del francés antiguo dameisele, ‘señorita’), un arcaísmo[cita requerida] que se usa poco en la actualidad salvo para lograr un efecto antiguo o en expresiones como la presente, atestigua su origen en las canciones e historias de caballeros errantes medievales, que consideraban el rescate de estas mujeres una parte esencial de su razón de ser.
La indefensión de estas damiselas, que a veces son presentadas como imprudentes e incompetentes hasta el punto de la ingenuidad, junto con su necesidad de alguien que las rescaten, han hecho de este estereotipo un blanco de críticas feministas. 

## Historia

### Orígenes
Las damiselas en apuros aparecen desde antiguo en la historia. La mitología griega, a pesar de incluir una larga relación de competentes diosas, también tenía su cuota de indefensas doncellas que eran sacrificadas o amenazadas con el sacrificio. Un ejemplo famoso sería Andrómeda, cuya madre Casiopea ofendió a Poseidón, por lo que este envió a una bestia a devastar su país. De esta forma, los padres de Andrómeda la ataron a una roca en el mar para apaciguarla. Sin embargo, el héroe Perseo mató a la bestia y salvó así a Andrómeda, casándose entonces con ella. La angustiosa situación de Andrómeda, atada desnuda a una roca, se convirtió en un tema favorito de los pintores posteriores. Este tema de princesa y dragón también está presente en el mito de San Jorge.

### Edad Media

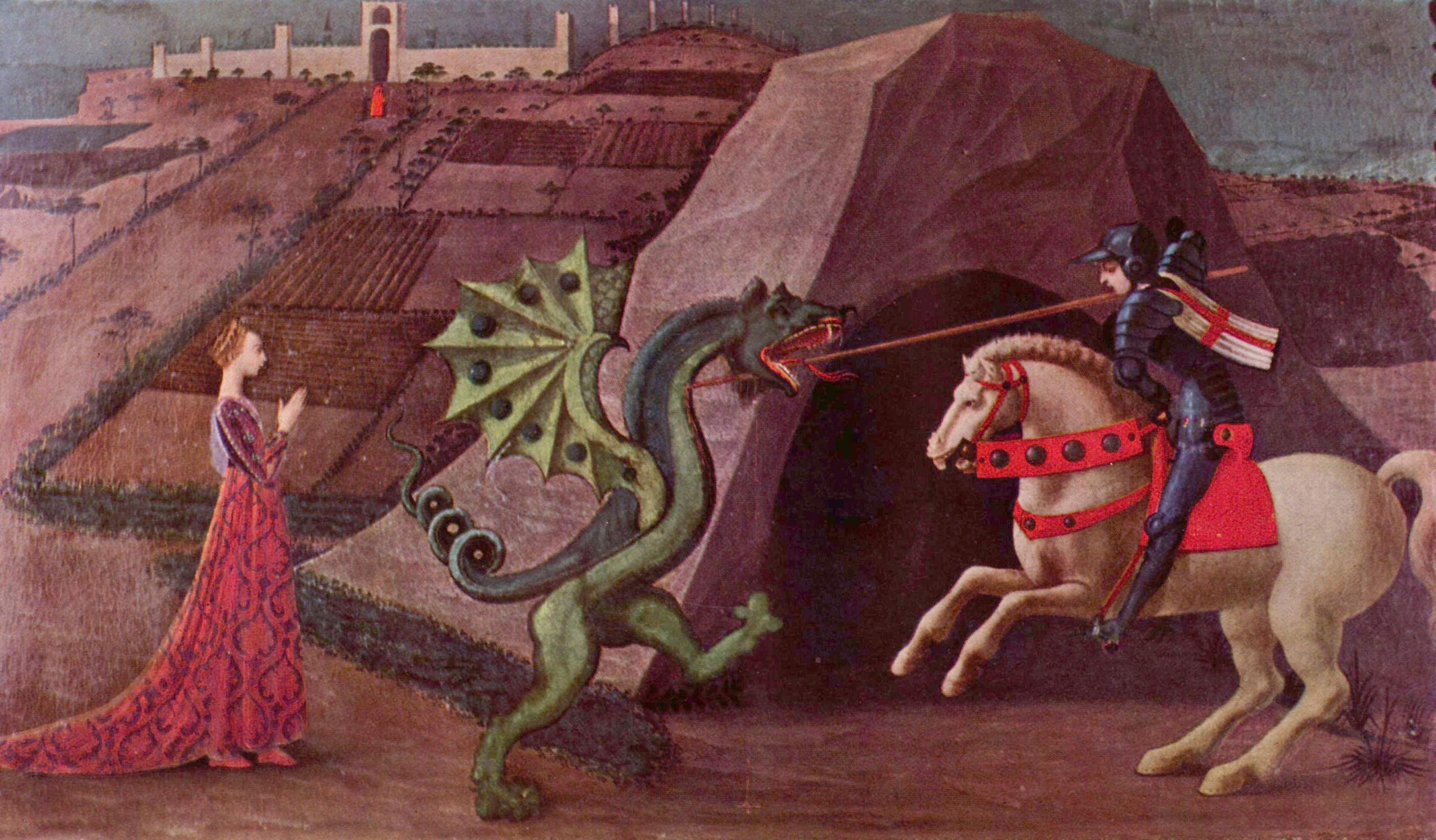
La princesa y el dragón, de Paolo Uccello (c. 1470).

En los cuentos de hadas europeos aparecen con frecuencia damiselas en apuros. Brujas malvadas encerraron a Rapunzel en una torre, maldijeron a la princesa a morir en Blancanieves y embrujaron a la bella durmiente para que durmiese. En todos estos cuentos de hadas, un valeroso príncipe acude en ayuda de la doncella, la salva y se casa con ella.
La damisela en apuros era un personaje arquetípico de los romances medievales, donde típicamente era rescatada de su encarcelamiento en la torre de un castillo por un caballero errante. El cuento del erudito de Chaucer narra las reiteradas pruebas y estrafalarios tormentos que la paciente Griselda sufría a manos de Petrarca. La Emprise de l'Escu vert à la Dame Blanche fue una orden de caballería fundada en 1399 con la expresa finalidad de proteger a las damas oprimidas.

### SigloXVII
En la balada inglesa del siglo XVII La dama española (una de las varias canciones inglesas e irlandesas con ese título) una dama española capturada por un capitán inglés se enamora de su captor y le ruega que no la libere, sino que la lleve con él a Inglaterra, y en esta súplica se describe a sí misma como «una damisela en apuros».

### SiglosXVIIIyXIX
La damisela en apuros hizo su debut en la novela moderna como el pequeño personaje de la Clarissa de Samuel Richardson (1748), donde es amenazada por el malvado seductor Lovelace.
Repitiendo su papel medieval, la damisela en apuros en un personaje básico de la literatura gótica, donde suele ser encerrada en un castillo o monasterio y amenazada por un sádico noble o por miembros de una orden religiosa. Ejemplos tempranos de este género son Matilda en El castillo de Otranto de Horace Walpole, Emily en Los misterios de Udolfo de Ann Radcliffe y Antonia en El monje de Matthew Lewis.
Los peligros a los que se enfrentaban estas heroínas góticas fueron llevados al extremo por el Marqués de Sade en Justine o los infortunios de la virtud, quien podría decirse que expuso el trasfondo pornográfico del personaje tipo.

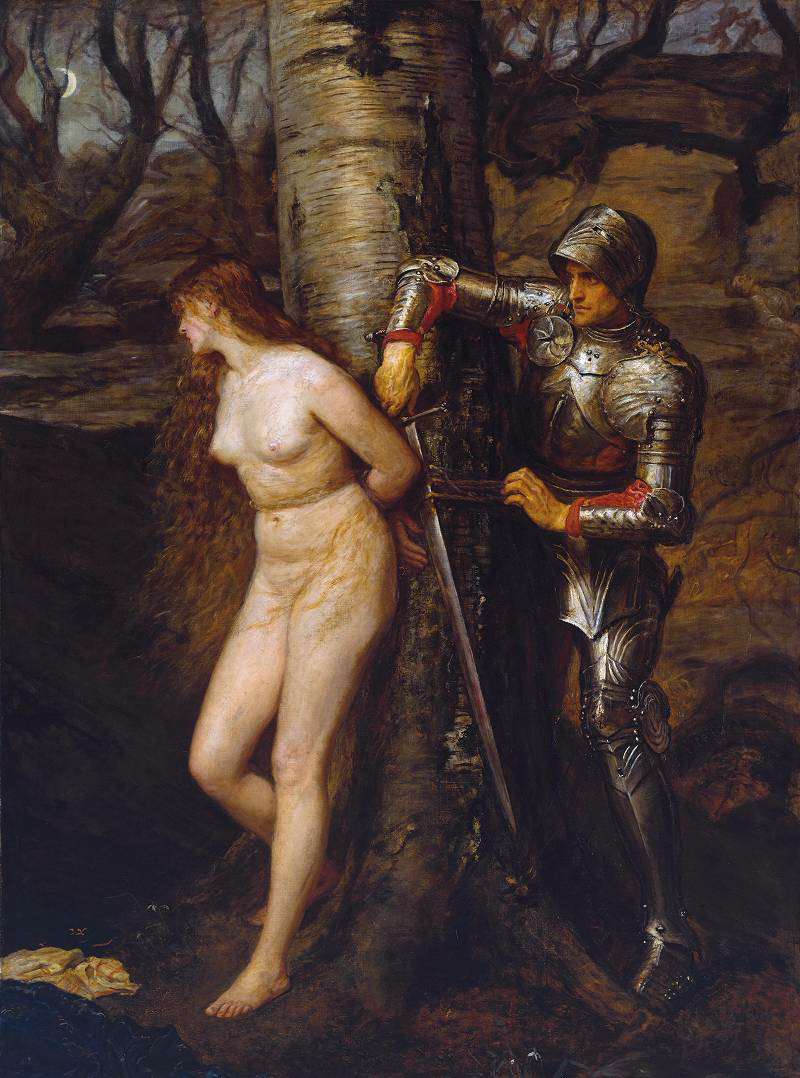
El caballero errante de John Everett Millais (1870) salva a una damisela en apuros y subraya el trasfondo erótico del género.

Una exploración del tema de la doncella perseguida es el destino de Gretchen en Fausto de Goethe. Según el filósofo Schopenhauer:

El gran Goethe nos ha dado una descripción diferente y visible de esta negación de la voluntad, ocasionado por la enorme desgracia y por la desesperación de la liberación, en su inmortal obra maestra Fausto, en la historia de los sufrimientos de Gretchen. No sé de otra descripción en la poesía. Es un perfecto ejemplo del segundo camino, que lleva a la negación de la voluntad, no, como el primero, mediante el mero conocimiento del sufrimiento de todo el mundo que uno adquiere voluntariamente, sino mediante el excesivo dolor sentido en la propia persona. Es cierto que muchas tragedias terminan llevando a sus héroes violentamente dispuestos hasta este punto de completa resignación, y entonces el deseo de vivir y su fenómeno suelen terminar al mismo tiempo. Pero ninguna descripción de las que conozco nos lleva al punto esencial de esta conversión tan claramente y tan libre de toda extrañeza como la mencionada en Fausto.

### Del melodrama victoriano a los inicios de Hollywood
Las desventuras de la damisela en apuros gótica perduraron de forma algo caricaturesca en el melodrama victoriano. Estos melodramas influyeron sobre el cine mudo, donde la dama en apuros se enfrentaba a los nuevos peligros de la revolución industrial abasteciendo las nuevas necesidades de espectáculo visual del medio. Aquí hallamos clichés tales como el de la heroína atada a las vías del tren, a menudo por un sórdido villano con el peculiar mostacho rizado y encerado. Los aserraderos fueron otro peligro estereotípico para las damiselas de la era industrial.
El arquetipo de la damisela en apuros sobrevivió hasta bien entrado el siglo XX en las incipientes industrias del cine, la televisión y los cómics. Ann Darrow, de la película King Kong, es quizá una de las más famosas damiselas en apuros, con un gigantesco mono capturándola y llevándola consigo. Jane Porter, tanto en la novela como en las versiones cinematográficas de Tarzán, exigía constantes rescates. Las damiselas en apuros aparecieron frecuentemente en los seriales en blanco y negro de estudios como Mascot, Universal, Columbia y Republic Pictures en los años 1930, 1940 y principios de los 1950. Estos seriales se inspiraban a veces para sus personajes y tramas en novelas de aventuras y cómics. Algunos ejemplos son el personaje Nyoka, que fue creado por Edgar Rice Burroughs para los cómics y más tarde fue adaptado en una heroína de los seriales producidos por Republic, como Los peligros de Nyoka. Otro ejemplo sería Penélope Glamour de Los Autos Locos (Hannah- Barbera).
Uno de los ejemplos más citados de damisela en apuros en los cómics es Lois Lane, que está metiéndose eternamente en problemas y necesita ser rescatada por Superman. Los cómics también dieron al mundo a Mary Jane Watson, que necesita incontables rescates por parte de Spider-Man, y a Oliva Olivo, en estado casi constante de secuestro, salvada siempre por Popeye.

### Damiselas en apuros modernas
Las damiselas en apuros ya no se aparecen tan frecuentemente como antes, y las representaciones actuales del personaje tipo suelen desempeñar un papel camp, aunque en los videojuegos sigue apareciendo ocasionalmente las del antiguo estilo. Los primeros videojuegos usaban a menudo una damisela en apuros secuestrada como motivo principal para que los héroes se dispusieran a arriesgarse y derrotar a los villanos. La Princesa Peach (y anteriormente Pauline en Donkey Kong) es rescatada por Mario en la mayoría de los juegos de la serie homónima. En la mayoría de los juegos de la saga de The Legend of Zelda el protagonista Link tiene como objetivo rescatar a la Princesa Zelda del monstruo/villano Ganondorf, aunque esto deja de ser la principal misión de Link en juegos más recientes. En Grand Theft Auto San Andreas, CJ tiene que rescatar a Denise (quien después se convertiría en su novia) de un incendio que el causó con cócteles molotov. En la saga Uncharted, Elena Fisher es otro ejemplo.
Algunas damiselas en apuros modernas son en realidad mujeres muy fuertes y capaces que terminan abandonando tal actitud cuando emprenden tareas importantes y peligrosas. Uno de los mejores ejemplos es la Princesa Leia: en la primera película de Star Wars es capturada por Darth Vader y se enfrenta a la tortura de este hasta ser rescatada por Luke Skywalker y sus amigos. En Return of the Jedi es apresada por Jabba el Hutt en una operación para rescatar a Han Solo: significativamente, es Leia quien finalmente mata a Jabba, en un ejemplo de cómo las damiselas en apuros modernas son a menudo mujeres fuertes y llenas de recursos que pueden valerse por sí mismas cuando están libres. Pepper Potts, Karen Page, Betty Ross y Jane Foster son ejemplos de damisela en apuros en el Universo cinematográfico de Marvel.
El personaje tipo experimentó un resurgimiento en películas sangrientas los años 1980 como Halloween, Viernes 13 y otras. En ellas, sin embargo, el personaje tipo sufrió un giro: había varias mujeres jóvenes que eran asesinadas por un asesino en serie, pero una sobrevivía para derrotarle. La joven superviviente se convertía en un personaje tipo, la última mujer, encarnados por personajes como Ellen Ripley en las películas de Alien. Sarah Connor, una damisela en apuros en The Terminator, se convertía en el impresionante tipo superviviente en Terminator 2: El juicio final.
Las actuales damiselas en apuros pueden incluso convertirse en villanas cuando no son rescatadas o sufren una traición que las deja en una circunstancia concreta, que hace que se vuelvan rencorosas, o son de hecho villanas lo suficientemente complejas como para simular estar en apuros, solo para demostrar su auténtica personalidad en el momento adecuado. En El mundo nunca es suficiente, Elektra King, que ha sido secuestrada por Renard, no es liberada por orden de M y su padre. Como resultado, se vuelve rencorosa hacia ambos, y se convierte en cómplice de Renard (algunos dicen incluso que en la principal villana) en sus planes para controlar las reservas petrolíferas mundiales. Elektra es incluso suficientemente astuta como para simular seguir siendo una damisela en apuros ante James Bond, pero subestima a este, que logra descubrir el engaño y termina matándola.
Otra variante de las damiselas en apuros actuales son las antiguas villanas o secuaces de un villanos que se encuentran necesitadas de un rescate cuando se enfrentan a la ira del villano principal tras traicionarlo. Pussy Galore en Goldfinger es un ejemplo clásico.

## Respuestas teóricas
Las damiselas en apuros han sido citadas como ejemplo de tratamiento diferencia de los géneros en la literatura, el cine y las obras de arte. La crítica feminista del arte, el cine y la literatura ha estudiado a menudo la orientación de género de la caracterización y la trama, incluyendo el tema común de «damisela en apuros». Muchos escritores modernos, como Angela Carter y Jane Yolen, han revisado los cuentos de hadas clásicos y las historias de «damiselas en apuros» o recopilado y antologizado historias y cuentos folclóricos que rompen el patrón de «damisela en apuros». A menudo estas historias invierte la disparidad de géneros otorgando poder a la «damisela» o situando a los hombres en apuros para que sean rescatados por esta.
Mientras la crítica feminista de finales del siglo XX puede haber subrayado alternativas al estereotipo de la damisela en apuros, los orígenes de algunas de estas pueden hallarse en otras partes. La obra de Joseph Campbell sobre mitología comparada ha proporcionado un modelo teórico para los héroes a través de la historia de la literatura, el drama y el cine, que ha sido más desarrollado por dramaturgos como Christopher Vogler. Estas teorías sugieren que dentro del arco histórico subyacente en todo héroe se encuentra un episodio conocido como prueba traumática, en el que el personaje es casi destruido. Sobreviviendo al miedo, el peligro o la tortura el héroe demuestra que tiene cualidades especiales y termina emergiendo renacido para progresar hasta la victoria final. Dentro de esta teoría la «damisela» con poder puede ser una heroína que ha perdido su fuerza durante su trauma heroico, terminando por emerger como un personaje fuerte que clama victoria.
Pueden hallarse ejemplos en películas realizadas desde los primeros días del género cinematográfico. Una de las películas más frecuentemente asociadas con el estereotipo de la damisela en apuros, Los peligros de Paulina (1914), proporciona en realidad al menos un contraejemplo parcial. Paulina, interpretada por Pearl White, es un personaje fuerte que se rebela contra un matrimonio temprano para partir en busca de aventuras y convertirse en escritora. A pesar de la extendida creencia, la película no incluye escenas de Paulina atada a las vías del tren y amenazada por una sierra, si bien tales escenas fueron añadidas a remakes posteriores y también aparecen en otras películas de la misma época. El académico Ben Singer ha cuestionado la idea de que estos «seriales melodramáticos» fueran fantasías masculinas y ha observado que fueron fuertemente comercializados para las mujeres.
La damiselas poderosas fueron características de los seriales producidos en los años 1930 y 1940 por estudios como Republic Pictures. Las escenas de «suspense» al final de los episodios proporcionan muchos ejemplos de heroínas atadas y desvalidas enfrentadas a diabólicas trampas mortales. Pero estas heroínas, interpretadas por actrices como Linda Stirling y Kay Aldridge, eran con frecuencia mujeres fuertes y firmes que terminaban jugando un papel activo en la derrota de los villanos.
En su libro de 1967 The Devil With James Bond Ann Boyd comparaba a James Bond con una actualización de la leyenda de San Jorge y el género de princesa y dragón, especialmente con el tanque dragón del Dr. No. La espía Emma Peel de la serie de televisión británica de los años 1960 Los Vengadores apareció a menudo en situación de «damisela en apuros», si bien el personaje y sus reacciones, representados por la actriz Diana Rigg, diferenciaban estas escenas de otras en cine y televisión donde las mujeres en circunstancias de peligro similares eran simples víctimas o peones en la trama. Una escena con Emma Peel atada y amenazada con un rayo mortal en el episodio From Venus with Love es un paralelo directo de la confrontación de James Bond con un láser en la película Goldfinger. Ambos son ejemplos del clásico suplicio del héroe tal como lo describieron Campbell y Vogler. Las heroínas de serial y Emma Peel son citadas como fuente de inspiración por los creadores de heroínas fuertes recientes, desde Joan Wilder en Romancing the Stone y la Princesa Leia en Star Wars hasta iconos «post feministas» como Buffy Summers en Buffy Cazavampiros y Sydney Bristow en Alias.
Actualmente el feminismo asume que no tiene fundamentos sólidos para sostener dichas críticas.

## Fetichismo
La figura de la damisela en apuros es una característica de ciertos fetiches. En particular, las actrices que interpretan a damiselas en apuros en películas y programas de televisión aparecen a menudo maniatadas.